# Andrej Šter
Andrej Šter, slovenski pravnik in politik, * 12. junij, 1958, Kranj.
Obiskoval je Gimnazijo Kranj, nato pa se je vpisal na Pravno fakulteto Univerze v Ljubljani. Med 8. junijem 1994 in 27. februarjem 1997 je bil minister za notranje zadeve Republike Slovenije; v času 8. vlade je bil državni sekretar na zunanjem ministrstvu. Trenutno je vodja konzularnega sektorja ministrstva za zunanje zadeve.
Marca 2020 je bil izbran za Ime meseca na Valu 2020.

## Odlikovanja
- odličje sv. Cirila in Metoda (1995)
- veliki red za zasluge Zvezne republike Nemčije (2010)
- red za zasluge (2020)